# Olof Linton
Olof Ditlef Linton, född 25 september 1898 i Stockholm, död 9 juli 1980, var en svensk teolog.
Olof Linton var son till kontorschefen Alfred Nils Lindton. Han avlade studentexamen i Stockholm 1917 och studerade därefter vid Uppsala universitet där han avlade teologisk-filosofisk examen 1918, blev teologie kandidat 1923, teologie licentiat 1928 och teologie doktor 1932. 1932 utnämndes han till docent i Nya testamentets exegetik. Linton prästvigdes 1934 och blev 1939 tillförordnad kyrkoherde i Estuna. 1946 lämnade han docenturen och kyrkoherdebefattningen och blev lektor i kristendomskunskap och filosofi vid Halmstads högre allmänna läroverk. 1949 förordnades han till professor i nytestamentlig exegetik vid Köpenhamns universitet. Bland hans arbeten märks Der vermisste Markusschluss (1929), Den dialektiska teologiens exeges (1931) . Doktorsavhandlingen Das Problem der Urkirche in der neueren Forschung (1932) har fått stort inflytande när han där visade hur det inte utifrån de exegetiska källorna var möjligt att beskriva den kristna kyrkans tillkomst som ett socialt kontrakt av människor med gemensamma erfarenheter och heller inte se det kyrkliga ämbetet som ett sekundärt arrangemang för administrativa göromål. Detta innebar att kyrkans tillkomst historiskt kunde förläggas tidigare än vad man dittills menat. Boken har beskrivits som en milstolpe  på sitt område och blev utgångspunkt för en bred internationell forskningstradition.